# پرستودریایی اینکا
پرستودریایی اینکا (نام علمی: Larosterna inca) نام یک گونه از تیره کاکاییان است.